# Häuser Scharnhorststraße 143 bis 151 (Düren)
Die Häuser Scharnhorststraße 143 bis 151 stehen im Grüngürtel in Düren in Nordrhein-Westfalen.
Die Häuserzeile ist zur Scharnhorststraße hin traufständig. Die Giebelseite hat die Grünachse Grüngürtel flankierende Rundbogenarkaden. Die Gebäude wurden analog zum Haus Grüngürtel 21 gestaltet.
Grüngürtel ist der Name einer Straße, aber auch der Name des gesamten Wohngebietes.
Die Bauwerke sind seit 1988 unter Nr. 1/077 bis 1/081 in die Denkmalliste der Stadt Düren eingetragen.